# Chiesa ortodossa ucraina del Patriarcato di Kiev

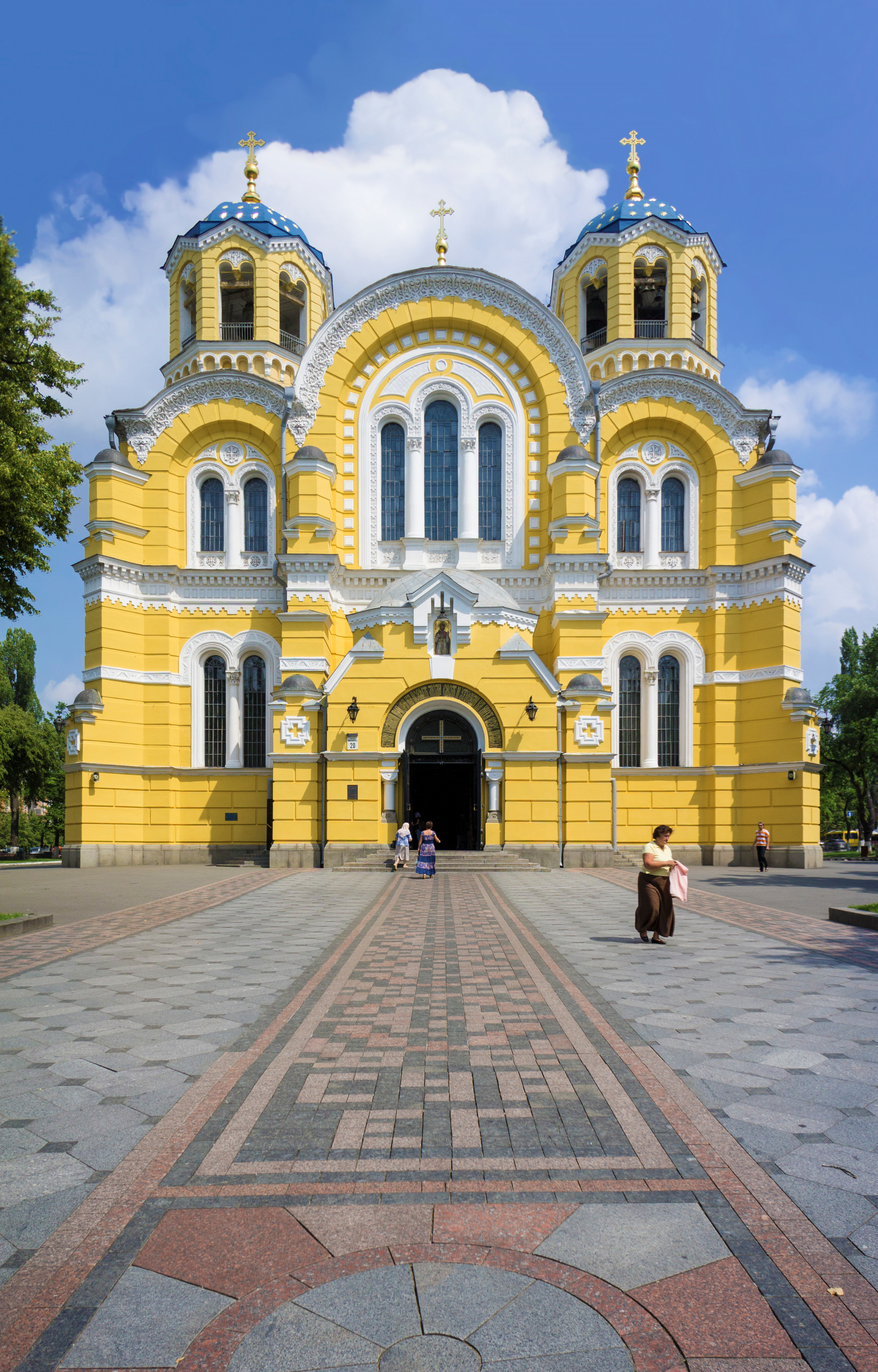
Cattedrale di San Vladimiro a Kiev, sede della Chiesa ortodossa ucraina - Patriarcato di Kiev.

La Chiesa ortodossa ucraina del Patriarcato di Kiev (in ucraino: Украінская праваслаўная царква Кіеўскага патрыярхата) è stata una giurisdizione della Chiesa ortodossa in Ucraina, nata nel 1992 in seguito al rifiuto della Chiesa ortodossa russa di concedere l'autocefalia alla sua Metropolia in Ucraina e sciolta nel 2018 quando è confluita nella Chiesa ortodossa dell'Ucraina.
Il primate della Chiesa aveva il titolo di Patriarca di Kiev e dell'intera Ucraina, con residenza a Kiev.

## Storia
La Chiesa Ortodossa Ucraina del Patriarcato di Kiev è stata fondata nel giugno del 1992 dall'allora Metropolita Filarete dopo il suo ritiro della direzione della Metropolia di Kiev e dell'intera Ucraina (quindi Crimea e Donbass compresi) dal Patriarcato di Mosca. Hanno partecipato alla fondazione, oltre ai sostenitori di Filarete, anche alcuni membri dell'episcopato della Chiesa ortodossa autocefala ucraina.

## Organizzazione
La Chiesa conta, oltre al Patriarca, quattro vescovi.

## Presenza in Italia
In 2010, Padre Giovanni Amante fu ordinato prete per servire la nuova parrocchia "San Giacomo Apostolo il Maggiore" a Messina, era la prima parrocchia che fu fondata in Italia.
In 2012, Padre Bogdan Broslavskiy viene in Italia ed ha fondato la parrocchia “San Nicola di Mira”. Nello stesso anno Padre Vasyliy Tkachyk ha fondato la parrocchia “Natività della Santissima Madre di Dio” a Milano.
Dopo anni di lavoro assiduo e sacrifici incommensurabili dei sacerdoti Giovanni, Bogdan e Vasyliy la Chiesa Ortodossa Ucraina del Patriarcato di Kiev ha cominciato ad avere notorietà e ad essere conosciuta in Italia. 
Nel 2014 Sua Eminenza Michel Laroche, Metropolita di Parigi e di tutta la Francia, con la Benedizione di Sua Santità Filaret, Patriarca di Kiev e di tutta la Rus’ Ucraina apre una missione nel Friuli fondando una nuova parrocchia ed ordinandogli un nuovo sacerdote ed un diacono, Padre Petru Parvu e Padre Dionigi Vidigh. 
Nel 2015 si aprono più parrocchie a Udine, Trieste, Treviso, Ferrara, Milano, Cento, Noto e Catania secondo le necessità delle comunità ucraine in Italia. 
Dopo aver visto il lavoro svolto del Metropolita Michel, nel maggio 2016 il Patriarca Filaret benedice e crea il Decanato Italiano che aveva giurisdizione in tutta l’Italia, e alla richiesta del Metropolita viene nominato Decano Padre Petru Parvu. 
Nel 2016 si aprono più parrocchie ed una comunità monastica in Toscana. In settembre il Metropolita Michel fa una visita ufficiale in Friuli e vedendo il lavoro svolto da Padre Petru, con la benedizione del Patriarca Filaret dona la mitria a Padre Petru Parvu. 
Tenendo conto dell’età di Sua Eminenza Michel e alla sua richiesta al Santo Sindo per motivi di salute, in 2017 il Decanato di tutta l’Italia, Sardegna e Sicilia viene, come di dovere, spostato sotto l’Omophorion della Sua Emminenza Ilarion, Arcivescovo di Rivne ed Osrtogh, Capo Dipartimento Relazioni Ecclesiastiche Estere.
Oggi, l’Organigramma del Decanato di tutta l’Italia, Sardegna e Sicilia contiene :
1. Parrocchia San Mina e San Paisio Velecikovskij – a Sedegliano (UD);
2. Missione Ospedaliera e Prigioni San Panteleimon,  Vidigh in Friuli, Venezia, Giulia;
3. Parrocchia San Ambrogio di Milano a Milano (MI),
4. Parrocchia Natività della Santissima Madre di Dio a Milano (MI),
5. Parrocchia Santissima Trinita a Cento (FE),
6. Parrocchia dell’Icona Miracolosa di Madre di Dio di Prokov,
7. Parrocchia San Benedetto di Norcia a Treviso (TV), ;
8. Comunità Monastica San Mercurio Brighinskij in Toscana,
9. Parrocchia San Arcangelo Michele a Roma (RM),
10. Parrocchia San Giacomo Maggiore a Messina,
11. Parrocchia San Nicola di Mira a Napoli (NA),
12. Parrocchia Santa Lucia di Siracusa e San Luca di Crimea a Noto (SR),
13. Parrocchia Sant’Agata di Catania e Santi di Pecerskaja Lavra a Catania (CT).

## Elenco dei patriarchi
- Mstyslav (giugno 1990 - giugno 1993)
- Volodymyr (ottobre 1993 - luglio 1995)
- Filarete (ottobre 1995 - dicembre 2018)